# 城内実
城内 実（きうち みのる、1965年〈昭和40年〉4月19日 - ）は、日本の政治家、外務官僚。自由民主党所属の衆議院議員（7期）、経済安全保障担当大臣、内閣府特命担当大臣 （クールジャパン戦略、知的財産戦略、科学技術政策、宇宙政策、経済安全保障）、神道政治連盟国会議員懇談会事務局長。
外務大臣政務官（第2次安倍内閣）、外務副大臣（第2次安倍改造内閣・第3次安倍内閣）、環境副大臣（第4次安倍再改造内閣）、衆議院外務委員長を務めた。
警察庁長官（第15代）を務めた城内康光は父。

## 来歴

### 生い立ちと教育
東京都新宿区生まれ。本籍は浜松市中央区上浅田で、出身地は浜松市としている。東京都新宿区余丁町に秋田県雄勝郡出身の母方の父が当時会計事務所を構えており、その近くの産婦人科で城内は生まれた。本籍地は父・城内康光の実家の静岡県浜松市浅田町だった。城内の出生時、父の康光は広島県警察捜査第二課長を務めており、広島抗争を担当していたため家族に被害が及ばないよう、康光を除き城内家は東京都新宿区に居住していた。城内の現住所は静岡県浜松市中央区初生町。
1965年から1968年までは広島にて過ごす。新宿区立淀橋第四幼稚園、西ドイツゴーテン小学校(ボン)、神戸市立諏訪山小学校、港区立檜町小学校、横浜市立中田中学校、開成高等学校から東京大学文科二類に入学。1989年、東京大学教養学部国際関係論分科卒業。

### 外務官僚時代
1989年、外務省入省。入省同期に岡井朝子国連事務次長補などがいる。
1990年に在ドイツ日本国大使館勤務(当時ボン)、アウグスブルク大学でドイツ語と政治学の研修期間にドイツ統一を迎える。1996年には天皇や首相のドイツ語通訳官となる。アジア局北東アジア課課員（韓国担当）時代には、大学入試センター試験の外国語試験に韓国語を新たに加えるよう、文部科学省に働きかけた。2002年に外務省を退官。

### 政治家として

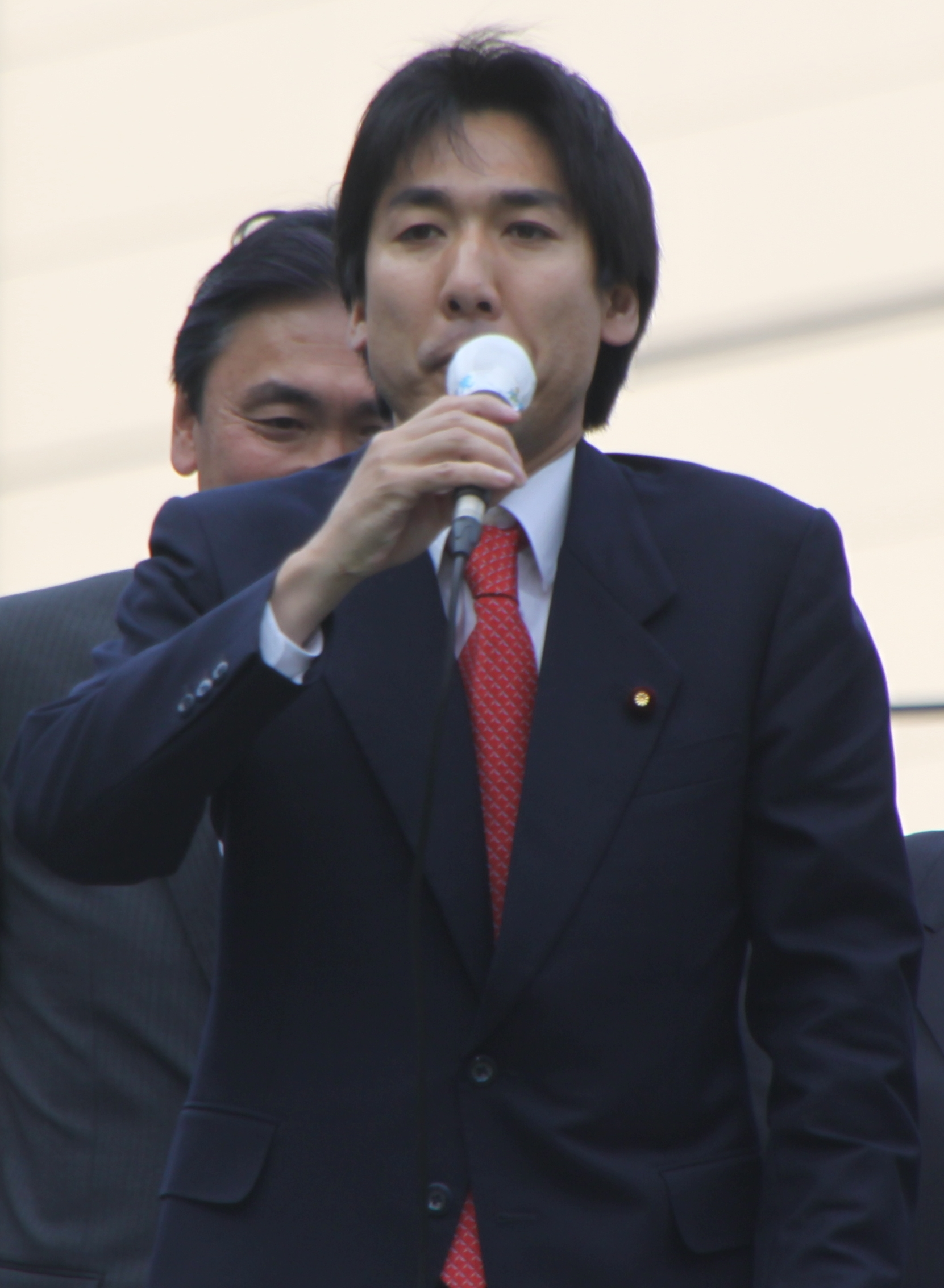
2010年6月10日、池袋駅前にて

2002年、旧静岡9区を地盤としていた鈴井慎一の死去により空席となった、区割り再編後の自民党静岡7区支部長の公募に応募し支部長に選任された。これに前後する形で旧9区現職の熊谷弘が民主党を離党し連立与党の保守新党に入党。与党間の候補者調整により城内は比例単独での立候補の打診を受けたが固辞した。2003年11月、第43回衆議院議員総選挙に静岡7区から無所属で出馬し、熊谷や民主党の樋口美智子らを破り初当選した。なお、熊谷は保守新党のほか自民・公明両党が推薦したが、自民党静岡県連は党本部の対応に反発する形で城内を支援した。

#### 郵政造反による自民党離党
2005年の郵政国会では、安倍晋三自民党幹事長の再三の説得にも応じず、郵政民営化法案の採決において小泉純一郎首相の出身派閥である森派（清和会）所属の国会議員で唯一反対票を投じた。
直後の第44回衆議院議員総選挙では自民党の公認を得られず無所属で出馬するが、刺客として送り込まれた自民党公認の片山さつきに748票の僅差で敗れ、落選した。選挙後、離党勧告を受け、自民党を離党し、拓殖大学客員教授を務めた。
2009年8月、第45回衆議院議員総選挙に静岡7区から再び出馬し、前回敗れた片山や民主党新人の斉木武志を下し、国政に復帰した。
2009年9月15日、平沼赳夫、小泉龍司と共に「国益と国民の生活を守る会」を結成した。2010年4月10日に結党した、平沼を代表とする政党「たちあがれ日本」には、地元後援会の調整を理由に参加せず、小泉龍司と共に「国益と国民の生活を守る会」に残留（同会会長は小泉が引き継いだ）。同年9月12日、自民党静岡県第7選挙区支部が復党要請を行う方針を固めた。

#### 自民党復党後
2011年7月、自民党に復党する方向で調整を進めることを自民党との間で合意し、時期と手順を党側に一任。同年12月、「国益と国民の生活を守る会」は解散し、小泉龍司と共に自由民主党・無所属の会に合流。2012年5月18日、自由民主党党紀委員会により城内の復党が承認され、約7年ぶりに自民党に復党。
2012年9月の自由民主党総裁選挙では安倍晋三を支援し、推薦人にも名を連ねた。
2012年12月、第46回衆議院議員総選挙に静岡7区から自民党公認で出馬し、斉木らを破り3選。選挙後に発足した第2次安倍内閣で、外務大臣政務官に任命された。
2014年9月4日、第2次安倍改造内閣で外務副大臣に就任（第3次安倍内閣でも留任）。
2014年12月、第47回衆議院議員総選挙に静岡7区から自民党公認で出馬。若手への応援で本人も不在が多くなる選挙戦であったが、最後まで安定した戦いを続け、民主党新人の松本泰髙らを破り4選を果たした。
2016年9月、衆議院北朝鮮による拉致問題等に関する特別委員長に就任。
2017年8月、自民党経済産業部会長と情報調査局長に就任。同年10月の総選挙において5選。
2018年10月、第4次安倍改造内閣にて、環境副大臣に就任。
2021年自由民主党総裁選挙では高市早苗を支持し、片山さつきらと共に推薦人名簿に名を連ね、選対本部事務総長に就任した。
2021年10月31日の第49回衆議院議員総選挙で6選。
2022年5月、自民党静岡県連会長に就任。
2023年5月、近未来政治研究会に入会。
2024年10月1日に発足した第1次石破内閣において、経済安全保障担当大臣、内閣府特命担当大臣（クールジャパン戦略、知的財産戦略、科学技術政策、宇宙政策、経済安全保障）として初入閣した。同年10月27日の第50回衆議院議員総選挙で7選。同年11月11日に発足した第2次石破内閣においても留任。

## 経済安全保障担当大臣、内閣府特命担当大臣 2024年10月～

### 海外出張（英国、フランス、ベルギー）
2025年4月27日から5月1日まで英国、フランス及びベルギーを訪れ、二国間関係の強化を図った。英国滞在中、城内実内閣府特命担当大臣（科学技術政策）はバランス卿英国科学・イノベーション・技術省閣外大臣（科学・研究・イノベーション担当）と会談し、「日英間の量子科学技術に関する協力覚書」に署名した。
また、ベルギー滞在中には、経済安全保障担当大臣として、シェフチョビチ欧州委員（貿易・経済安全保障担当兼機関間関係・透明性担当）との間で史上初となる日EU経済安全保障大臣会談を行った。

### サイボーグ009のコスプレでアニメのPR
2025年4月30日から5月2日、大阪・関西万博の催事場において、内閣府主催の「アニメ・マンガ ツーリズムフェスティバル」が実施され、アニメや漫画を起点に日本各地の食・地域文化の魅力を国内外の来場者に発信した。最終日に城内実クールジャパン戦略担当大臣がコスプレ姿で登壇し、日本アニメの魅力をPRした。

## ドイツとの関係

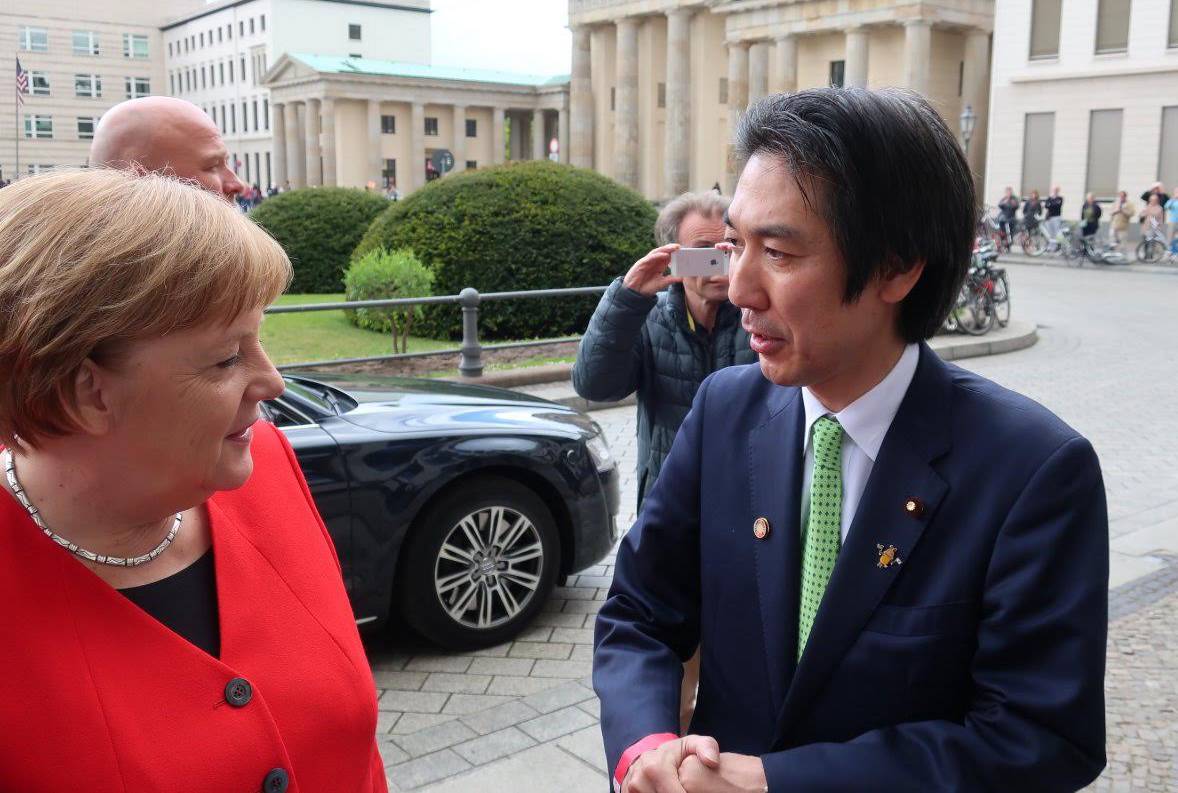
アンゲラ・メルケル独首相と城内

幼少期をドイツのアウクスブルクとボンで過ごし、外務省時代にドイツ語研修を受け、在ドイツ日本国大使館に勤務し、ドイツ語に極めて堪能。外交官時代には天皇や首相・閣僚の通訳も務めている。現在は「日独友好議員連盟」幹事長を務め、定期的にドイツの政治家との交流を行うなど、日独関係に大きく参与している。ドイツの要人たちと親密な関係を保ち、ドイツ情勢に詳しい。
2018年2月には、ドイツ連邦共和国功労勲章大功労十字章を受章した。
2020年12月に開催された日独国防・防衛大臣フォーラムでは、ドイツのクランプ＝カレンバウアー国防大臣に対して、アジア太平洋地域における中国の武力を背景とした現状変更の試みを念頭に、外務・防衛閣僚協議「2＋2」の実施を提案した。その後、2021年4月13日に初めての外務・防衛閣僚協議「2＋2」が実施された。
ドイツ政府関係者に対し、アジア太平洋地域における安全保障上の懸念を説明し、積極的な関与を求めている。

## 政策

### 郵政民営化への反対
小泉純一郎の出身派閥である森派（清和政策研究会）に所属する国会議員のうち、唯一反対票を投じ、第44回衆議院議員総選挙では自民党の公認を得られず無所属で出馬するが、刺客として片山さつきを送り込まれ、僅差で破れたが、2009年の総選挙では無所属で片山らを下し、政界に復帰。片山は翌2010年の選挙で参議院比例区に鞍替えした。

### 農業
農林水産業の振興を図ることこそが国土の保全、水源の涵養、土砂崩れ防止につながると主張し、欧州諸国の直接支払制度のような政策を実施して農業の担い手を守り確保するべきとしている。

### 経済
日本経済が長期にわたり停滞した最大の原因は、デフレ下において増税などの緊縮的な財政政策を繰り返すという、やるべき政策の真逆の政策が実行されてきたことであり、日本経済の停滞や所得の低下、少子化に繋がっていると主張している。
この現状を打破するためには、骨太の財政出動を通じて消費者の購買力を向上させ、2～3％程度の健全なインフレ率を達成することで、国民の所得を増やし、経済全体の活性化を図る積極財政を訴え、特に、食料安全保障、エネルギー安全保障、国防といった民間企業での取り組みが困難な領域は国が重点的に資金を投入していくべきだと主張している。
積極財政派の自由民主党財政政策検討本部（安倍晋三、西田昌司、城内、木原稔）に所属する。

#### 消費税
近年は消費税減税に傾き、「消費税減税」「国債を財源とした社会保障と公共事業の拡充」を主張する日本の未来を考える勉強会の顧問を務め、「消費税0%の検討」を掲げた『国民を守るための「真水100兆円」令和2年度第2次補正予算に向けた提言』に賛同している。
かつては消費税について、選挙に伴う公開アンケートでは2012年時点で「引き上げは必要だが、時期は先送りすべきだ」、2014年には「2017年4月に消費税率を10%に引き上げるべきだ」、2017年には消費税を2019年10月に10%に引き上げることについて「賛成」と回答していた。

### 外交

#### 韓国
外務省アジア局北東アジア課課員として日韓関係を推進する立場であったが、在日外国人の地方参政権の問題については、勉強すればするほど憲法上の理由と相互主義の観点などから極めて慎重にならざるをえなかったとブログで述べている。

朝鮮語のセンター試験導入に関して、自身が働きかけ実現したとブログで述べている。

### 靖国参拝
「保守団結の会」の他の会員と共に、靖国神社への参拝を毎年行っている。ただし、「みんなで靖国神社に参拝する国会議員の会」には参加していない。
靖国神社に変わる無宗教の国立追悼施設を設立することに反対。2014年には「霊にも民主主義がある、反対すると思う。見えないものに守られ動かされる感性が霊性なんです」と述べている。

### 教育

#### 早期英語教育への反対
早期英語教育に反対し、以下のように述べている。
- 「小学生に英語を教えるというのは時代錯誤もはなはだしい」「英語を週一こまでも教える暇があったら、国語か道徳（国語の勉強にもなる）にあてるべきである」（2006年3月29日ブログ）[52]
- 「当用漢字がまだおぼつかない小学生に英語を教えるということをどこかおかしいと思わないような社会風潮になってしまったのは残念でならない」（2006年4月16日ブログ）[53]

#### こども基本法への反対
2022年2月21日、東京新聞の取材に対してこども基本法について、「マルクス主義の中には、個人主義を重視しすぎ、家族を否定するような行き過ぎた思想が一部にある。そういうものが入ってくる可能性があり、日本の伝統的な家族観が破壊されかねない懸念がある」と述べた。

2022年4月12日、毎日新聞に「子ども政策に強大な第三者機関は必要ない」を寄稿。文中で、調査権や勧告権などを持つ第三者機関（コミッショナー）設置への反対を主張した。また、寄稿文中で、子供と家庭の関係について以下のように述べた。
家庭は子どもの権利を阻害する一因とする考え方の人もいる。しかし、そのような考え方は、家族の絆を壊す。もちろん、親が虐待する場合などはその典型で、子どもに暴力を振るったり、食事を与えなかったりする親を親と考えるべきではなく、そのような場合には子どもに別の居場所を確保してあげるべきだろう。

だが、多くの場合、子どもは家庭で暮らし、家族に守られ、家族と家庭の中で健やかに成長する。「子どもか家庭か」という二者択一はありえない。

### 人権

#### 選択的夫婦別姓に反対
選択的夫婦別姓について、2010年の法務委員会で、選択的夫婦別姓制度の導入に反対と述べ、2014年の調査では、選択的夫婦別姓制度の導入に反対と回答している。
2021年1月30日、城内ら自民党国会議員有志50人は、47都道府県議会議長のうち同党所属の約40人に、選択的夫婦別姓の導入に賛同する意見書を採択しないよう求める文書を郵送した。これに対して、地方議員や市民団体は、地方議会の独立性を脅かす行為だとして城内らを批判した。

#### 同性婚制度の導入に反対
同性婚制度の導入について、2024年のNHKのアンケートで「反対」と回答した。
2023年2月15日に開かれた超党派の議員連盟「 LGBTに関する課題を考える議員連盟 （LGBT議連）」後、記者団のオフのぶら下がりに応じた「性的マイノリティに関する特命委員会（LGBT特命委員会）」事務局長の城内は、「同性婚はウクライナの問題と同じだ。『ウクライナが正しい』というのはむしろ少数派。世界の流れだっていうのは間違っている」と発言した。発言を聞いた記者からは、「こんな発言をする人が事務局長だから法案が進まないんじゃないか」「むしろ城内さんは法案を進ませないために事務局長になったのでは？」という話まで出た。

#### 人権擁護法案に反対
人権擁護法案・人権侵害救済法案に反対しており、人権擁護・人権侵害救済という名の下に国民の表現の自由を過度に監視・管理することによって、ナチス・ドイツ期のゲシュタポのような秘密警察法案のようなものに大化けする可能性があると述べた。日本会議の機関誌「日本の息吹」においては、「人権擁護法案通しますか、それとも日本人やめますか」と書いている。

#### 特定機密保護法案
自民党外交部会長を務めていた2013年12月、特定秘密保護法案が成立した際に、国際連合人権高等弁務官ナバネセム・ピレーの「『秘密』の定義が十分明確ではない」という懸念・指摘に対して「なぜこのような事実誤認の発言をしたのか、調べて回答させるべきだ。場合によっては謝罪や罷免（の要求）、分担金の凍結ぐらいやってもいい」と批判した。

### その他
- 永住外国人への地方選挙権付与に反対[69]。
- 女性宮家創設に反対[70]。
- 女系の天皇を認めることに反対[62]。
- 党から議員に支給される「政策活動費」を廃止することについて、2024年のNHKのアンケートで「無回答」[62]。
- 「企業・団体献金」を禁止することに反対[62]。
- 大規模な災害やテロなどの緊急事態が発生したときに、政府の権限を一時的に強めたり、国会議員の任期を延長したりする「緊急事態条項」を、憲法を改正して設けることに賛成[62]。

## 騒動

### 眞鍋かをりの写真を選挙ポスターに掲載
第45回衆議院議員総選挙を控えた2009年7月に、自身の選挙区内で眞鍋かをりの写真を載せた選挙ポスターを掲載。これに対して眞鍋が「無断で使用された」と主張。城内は「事前に承諾を得た」と反論した。
城内は眞鍋のポスターを選挙区内に掲載し、また眞鍋から「心願成就まで禁酒されているそうですが、早く祝杯を挙げられる日が来ることを祈っています」との応援メッセージも届いたと発表した。しかし、ポスターに使用された眞鍋の写真について、眞鍋自身の主張によると、かつて城内と対談した際に撮影されたもので、「何故その写真がポスターになってしまっているのかわからず困惑しています」とのコメントを公表した。
また、眞鍋はこの件において特定の政党・政治家を応援することはありえないとした。城内の選挙対策事務所側は眞鍋の所属事務所に許諾を得たと主張しているが、所属事務所側は「全く聞いていないので、コメントできない」と述べた。なお、ポスターには眞鍋が演説会に出席すると書かれているが、選挙対策事務所は眞鍋に出席要請をしていないことを認めた。
眞鍋自身は否定しているが、特定政治家の支援者をテレビに出演させることは問題があると判断し、フジテレビジョンは自社の番組において眞鍋の出演を見送ることを決定した。なお、城内のブログは炎上状態となっているとの報道がなされた。城内は抗議を受けた後も「ポスターを撤去するつもりはない」としていた。
その後、眞鍋との対談を仲介した、城内の後援会幹部でイベント会社「オフィスプロペラ」の社長・木村正明が事情を説明、同年6月から後援会と同社との間で城内と眞鍋の2人を起用したポスターの制作の話が持ち上がり、同社が眞鍋の所属事務所から写真の掲載許可を取った上でポスターが作られたが、眞鍋側には正確な意図が伝わっていなかったと謝罪した。また城内側も眞鍋のテレビ出演の見合わせを受け、芸能活動に支障を来すことは本意でないとして、ポスターの撤去と対談の動画の削除を行った。これを受け眞鍋の所属事務所アヴィラは公式サイトにおいて、オフィスプロペラ側に対しポスター・インターネット上での眞鍋の写真掲載許可は出しておらず、またオフィスプロペラにポスター使用のために眞鍋の写真を貸与した事実は無いという公式な見解を示した。

### 自民党議員会合LGBT差別冊子配布騒動および「お花畑正義感の人達」発言
- 城内が事務局長を務める「神道政治連盟国会議員懇談会」の2022年6月の会合で、楊尚眞（ヤンサンジン）の講演録が掲載された冊子が配られ、その中に「同性愛は心の中の問題であり、先天的なものではなく後天的な精神の障害、または依存症」「個人の強い意志によって依存症から抜け出すことは可能」などの独自研究の記載があった（詳細は「自民党議員会合LGBT差別冊子配布問題」を参照）[77][78]。冊子が配布されたことについて、城内は「識者による講演内容が掲載されていると承知している。掲載内容は当該識者にご確認頂ければ」と回答し、回収には触れず謝罪もしなかった[78][79][80]。なお、世界保健機関（WHO）は1990年5月17日に同性愛を国際疾病分類から除外し、同性愛は精神病ではないと世界に宣言し、1992年には「同性愛者はいかなる意味でも治療の対象ではない」と宣言した[80][81][82]。冊子が配布された2022年時点で、世界保健機関や米国精神医学会、日本精神神経学会などは同性愛を「異常」「倒錯」「精神疾患」とはみなさず、治療の対象から除外しており、冊子の内容には医学的に誤りである[83]。また、楊尚眞はキリスト教教育学や牧会学を専門とする弘前学院大学の文学部教授、宗教主任、在日大韓基督教会（在日韓国人のキリスト教の組織）の牧師であり、医学部に入学したことはなかった[84]。

- 城内は2022年8月25日に開かれた自民党の会合で、性的少数者の差別解消に取り組む人たちについて「純粋まっすぐお花畑の人は、『差別されている人を助けなきゃ』みたいな話（となっている）」などと発言した[85][86][80]。会合の出席者によると、城内は会合の終盤で、「美しいポリコレ（政治的な正しさ）みたいなものでストーリーをつくって、それを疑問視する人をひたすらたたくお花畑正義感の人たち」とも言及[86]。そうした人たちは「多様な価値観、多様な市民を、ステレオタイプでやっているんじゃないか」などと語ったという[86]。
  - 上記の発言について、浜松市を拠点に活動している性的マイノリティーの当事者や支援者らでつくる3団体が今月21日、発言の真意を問うため城内の事務所に質問状を出した[85]。
    - 回答ではまず、会合に呼んだ識者の講演から「声の大きな活動団体の主張がまるで当事者を代表しているかのように扱われ、当事者の方々の分断、ひいては社会の分断を招いている現状を伺った」と当時の状況を説明。その上で、「性的マイノリティーをめぐる議論では様々な立場の当事者から話を聞くこともなく、一つの主張を絶対正義として振りかざすことがあってはならない、という趣旨で発言した」などと述べた[85]。「非公開会議での発言の一部が切り取られて報道され、本来の趣旨と異なった形で伝わったことは残念」としつつも、一連の発言について撤回や謝罪はなかった[85][80]。

## 人物

### 旧統一教会との関係
ジャーナリストの鈴木エイトが作成した「旧統一教会関連団体と関係があった現職国会議員168人」によれば、旧統一教会関連団体との関係について、2018年に教団系列企業のイベント「緊急特別講演会2018」に祝電を打っていた。

### ワールドメイトとの関係
新興宗教「ワールドメイト」のイベントに何度も参加し、パーティー券を購入されている。宗教社会学者の塚田穂高によると、2019年6月時点で、城内はワールドメイト教祖の深見東州（半田晴久）が総裁を務めるNPO法人「世界開発協力機構」の国内顧問である。弁護士の山口広が1994年に発表した消費者問題の調査によると、「金持ちになる。身長がのびる。美人になる。頭がよくなる。血統転換。大除霊。先祖供養」などとするワールドメイトの「秘宝セミナー」の料金は高額な場合数百万円に及び、悪霊を払い善霊を呼ぶ除霊の儀式には5万円ないし数十万円の料金であったと述べている。
- 2015年、グローバルオピニオンサミットで基調講演[88][92][93]。

- 2015年、WSD世界人権サミット参加[88]。

- 2016年、「世界の医療と、国際政治」サミット参加[88][94][95]。
- 2016年、ワールドメイト教祖・深見東州誕生記念書画展に参加[94][95][96]。

- 2017～2019年、深見東州誕生記念書画展に祝花[88]。

- パーティー券：2014年、自民党静岡県第7選挙区支部にワールドメイトから100万円[88]。
- パーティー券：2015年、同250万円[97]。
- パーティー券：2015年、自民党静岡県第7選挙区支部に世界開発協力機構から100万円[97]。
- パーティー券：2016年、自民党静岡県第7選挙区支部にワールドメイトから同50万円[98]。

- パーティー券：2017年、同30万円[88]。

- パーティー券：2017年、城内みのる後援会にワールドメイトから100万円[88]。

- パーティー券：2018年、城志会にワールドメイトから140万円[88]。
- パーティー券：2018年、城内みのる後援会にワールドメイトから100万円[99]。

- パーティー券：2019年、自民党静岡県第7選挙区支部にワールドメイトから100万円[88]。

- パーティー券：2019年、城内みのる後援会にワールドメイトから40万円[88]。
- 2019年10月、世界開発協力機構主催の第5回世界オピニオンリーダーズサミットにパネリストとして参加し、自民党の松川るい、ワールドメイト教祖の深見東州と集合写真を撮った[100][101]。
- パーティー券：2021年、自民党静岡県第7選挙区支部にワールドメイトから60万円[102]。
- パーティー券：2022年、同60万円[103]。
- 2024年、深見東州のバースデー個展に献花[104]。

### その他
- 妻、長男、次男の4人家族[105]。
- 日本語のほか、ドイツ語、英語、フランス語、韓国語を使用する[106]。
- 1950年代のヴィンテージ・オーディオのマニアで、SPレコードのコレクターでもある。ブログで時折こうした話題に触れている[107]。また外交官時代には、ミニコミ誌『月曜評論』誌上に「SPレコード収集家」の肩書で、自身が所有するレコードについての連載を持っていたこともある。

## 選挙歴
| 当落 | 選挙                   | 執行日         | 年齢 | 選挙区      | 政党       | 得票数     | 得票率 | 定数 | 得票順位 /候補者数 | 政党内比例順位 /政党当選者数 |
| ---- | ---------------------- | -------------- | ---- | ----------- | ---------- | ---------- | ------ | ---- | ------------------ | ---------------------------- |
| 当   | 第43回衆議院議員総選挙 | 2003年11月09日 | 38   | 静岡県第7区 | 無所属     | 9万8877票  | 46.78% | 1    | 1/4                | /                            |
| 落   | 第44回衆議院議員総選挙 | 2005年09月11日 | 40   | 静岡県第7区 | 無所属     | 8万4420票  | 36.45% | 1    | 2/3                | /                            |
| 当   | 第45回衆議院議員総選挙 | 2009年08月30日 | 44   | 静岡県第7区 | 無所属     | 12万9376票 | 52.09% | 1    | 1/4                | /                            |
| 当   | 第46回衆議院議員総選挙 | 2012年12月16日 | 47   | 静岡県第7区 | 自由民主党 | 12万5315票 | 59.60% | 1    | 1/5                | /                            |
| 当   | 第47回衆議院議員総選挙 | 2014年12月14日 | 49   | 静岡県第7区 | 自由民主党 | 13万2698票 | 70.93% | 1    | 1/3                | /                            |
| 当   | 第48回衆議院議員総選挙 | 2017年10月22日 | 52   | 静岡県第7区 | 自由民主党 | 12万9463票 | 65.81% | 1    | 1/4                | /                            |
| 当   | 第49回衆議院議員総選挙 | 2021年10月31日 | 56   | 静岡県第7区 | 自由民主党 | 13万24票   | 68.16% | 1    | 1/2                | /                            |
| 当   | 第50回衆議院議員総選挙 | 2024年10月27日 | 59   | 静岡県第7区 | 自由民主党 | 11万5175票 | 63.28% | 1    | 1/3                | /                            |

## 栄典
- アルメニア：名誉勲章メダル -（2015年）
- スペイン：スペイン文民功労勲章エンコミエンダ・デ・ヌッメロ章 - （2017年）
- ドイツ：ドイツ連邦共和国功労勲章大功労十字章 - （2018年）
- オーストリア：オーストリア共和国功労勲章星付大金章 -（2025年）

## 所属団体・議員連盟
- 日独友好議員連盟（幹事長 兼 事務局長）
- 日墺友好議員連盟（幹事長 兼 事務局長）
- 神道政治連盟国会議員懇談会（事務局長）[108][109][110]
- 真の人権擁護を考える懇談会（事務局長）
- 創生「日本」[111]（事務局次長）
- 日本の印章制度・文化を守る議員連盟（はんこ議連・会長代行）
- 日本の未来を考える勉強会[112]（顧問）
- 保守団結の会（代表世話人）
- 日本ウイグル国会議員連盟
- 家族の絆特命委員会
- 北朝鮮に拉致された日本人を早期に救出するために行動する議員連盟
- 国家基本問題研究所
- 国家主権と国益を守るために行動する議員連盟
- 自民党たばこ議員連盟[113]
- 国際基準のタバコ対策を推進する議員連盟[114]
- 日本会議国会議員懇談会[115]
- 日本の領土を守るため行動する議員連盟
- 平和を願い真の国益を考え靖国神社参拝を支持する若手国会議員の会
- みんなで靖国神社に参拝する国会議員の会[115]
- TPP交渉における国益を守り抜く会
- 責任ある積極財政を推進する議員連盟[116] (顧問 兼 財務担当)
- 日韓議員連盟（2019年に退会）[117]

## 著書
- 『政治家の裏事情』（2012/5/11、幻冬舎）ISBN 9784344021808

## 論文
- 国立情報学研究所収録論文 国立情報学研究所